# Тед Белічко
Тед Богдан Белічко (англ. Ted Belytschko; 13 січня 1943, Проскурів, УРСР — 15 вересня 2014) — американський вчений українського походження, відомий у світі серед фахівців з механіки. Професор Іллінойського технологічного інституту в Чикаго та Північно-Західного університету (штат Іллінойс), член Національної академії наук США, Американської академії мистецтв і наук, Національної академії інженерії (США), головний редактор міжнародного наукового журналу «Numerical Methods in Engineering».

## Біографія
Богдан Белічко народився у м. Проскурові 13 січня 1943 р. в родині Белічків в час німецької окупації міста. Батько Степан (1915—1991) працював у конторі заготівельного об'єднання «Плодоовоч», мати Марія (1921—2006) доглядала за господарством. Крім того, Степан Белічко був членом проскурівського осередку ОУН.
На початку 1944 р. наближення радянської армії змусило родину Белічків залишити Проскурів, адже участь голови сім'ї в націоналістичному русі загрожувала призвести до арешту та запроторення до сталінських концтаборів. Тому у лютому 1944 р. Белічки транзитом через Польщу переїхали до Німеччини та оселилися у м. Крефельд. Саме там змінили сину ім'я — замість Богдан, яке для німецьких властей здавалося «занадто чужим», хлопця записали Теодором (скорочено — Тедом).
Степан Белічко одразу після закінчення війні подав заяву на отримання дозволу на еміграцію у США за Законом про переміщених осіб. За допомогою професора Михайленка, який жив у Чикаго та викладав математику у місцевому коледжі, наприкінці 1951 р. Белічки прибули до Чикаго. Саме завдяки професору Михайленку емігрантам вдалося адаптуватися в абсолютно новому середовищі.
З дитинства у Теда Белічка проявилися здібності в математиці. Хлопець отримав стипендію на навчання в престижній приватній школі Френсіса Паркера, а по її закінченні його прийняли у математичний клас школи при Іллінойському технологічному інституті, а згодом і до самого вищого навчального закладу. При цьому він мав стипендію, а також став учнем видатного професора Філіпа Ходжа.
Під опікою професора Ходжа Белічко у 1965 р. отримав ступінь бакалавра, а за три роки отримав докторський ступінь в області механіки та почав викладати. У 1967 р. одружився з дівчиною на ім'я Гейл, з якою познайомився ще в студентські часи.
Майже десять років викладав у Іллінойському університеті, пройшовши шлях від доцента до професора.
У 1977 р. перейшов на професорську посаду до одного з провідних у США університетів — Північно-Західного університету в Еванстоні.
Тут Белічко очолив окремий науковий підрозділ — департамент теоретичної та прикладної механіки. За час роботи він зробив великий інноваційний та фундаментальний внесок у механіку твердих тіл, особливо до обчислювальної механіки, його новаторські дослідження стали відомі в усьому світі.
Останніми десятиліттями Тед Белічко був провідним фахівцем з обчислювальних методів моделювання поведінки твердих тіл. У 1999 р. він розробив розширений метод кінцевих елементів (XFEM) для моделювання розповсюдження різноманітних дефектів і руйнації, який використовується в усьому світі.
Був редактором Міжнародного журналу з числових методів у техніці.
Помер 15 вересня 2014 р.

## Сім'я
батько — Степан Белічко (1915—1991), мати — Марія (1921—2006), дружина — Гейл (з 1967 р.), діти — Петро, Ніколь, Юстина.

## Нагороди
- Медаль Феодора фон Кармана, якою його відзначило Американське товариство цивільних інженерів (1999 р.)
- Медаль Стівена Тимошенка від Американського товариства інженерів-механіків (2001 р.), якою нагороджували за значний вклад в сфері прикладної механіки.
- Медаль Гауса Ньютона від Міжнародної асоціації обчислювальної механіки (2002 р.)
- Медаль Вільяма Прагера від Товариства інженерних наук (2011 р.).

З 1992 р. є членом Національної академії інженерії США, з 2011 р. — Академії наук США